# اتفاقية الألب

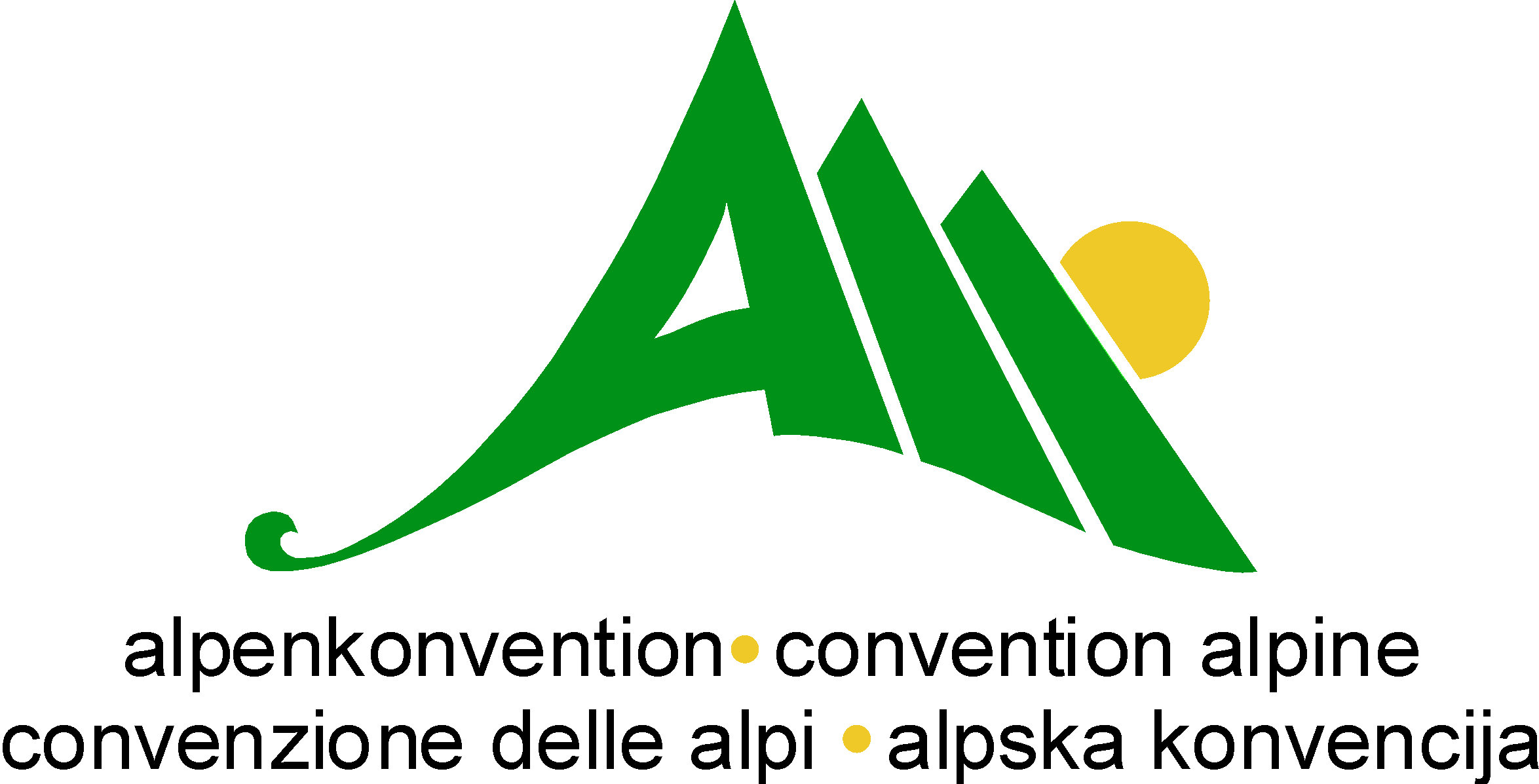
شعار

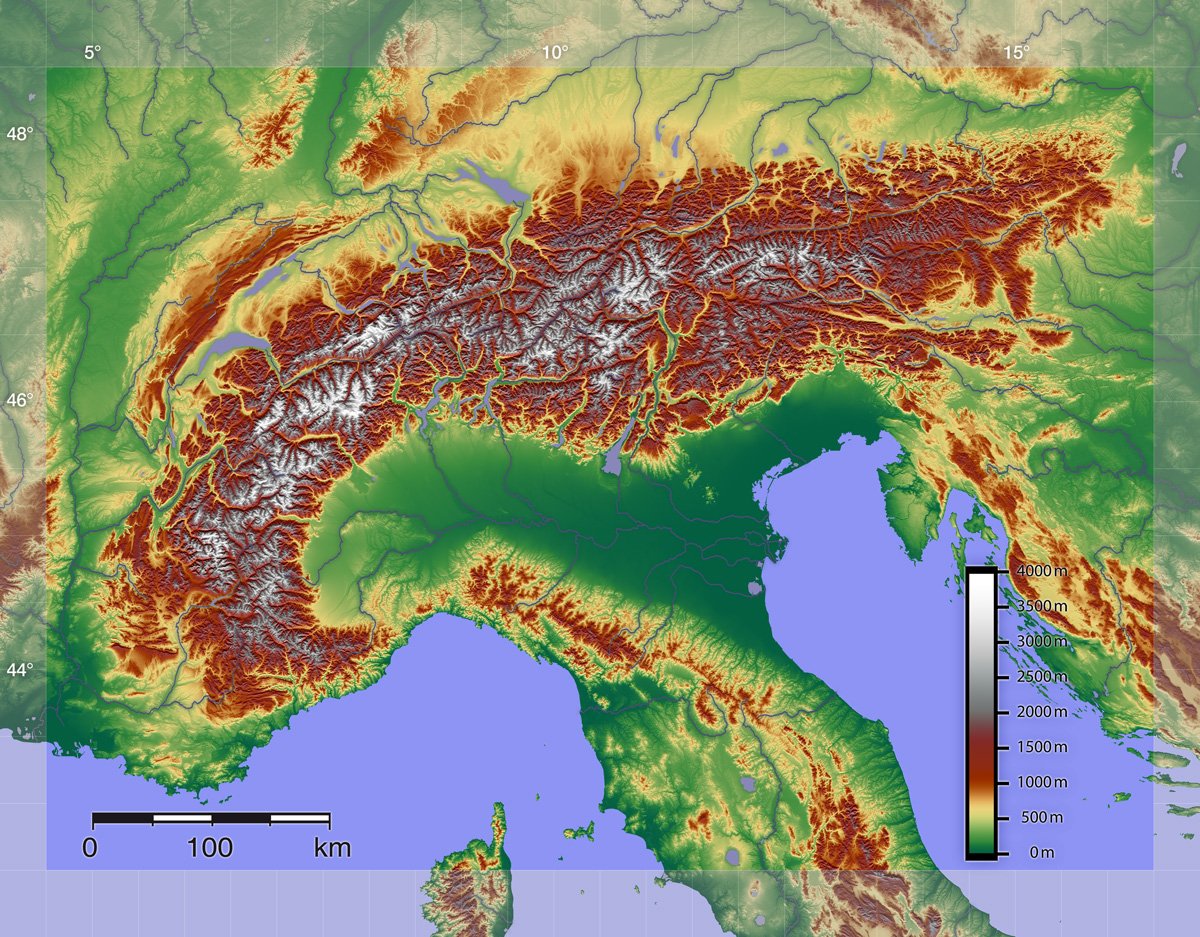
جبال الألب قوس

اتّفاقية جبال الألب هي معاهدة دولية إقليمية تعنى بالتنمية المستدامة لجبال الألب. والهدف من المعاهدة هو حماية البيئة الطبيعية لجبال الألب مع تعزيز تنميتها. ويشمل إطار عمل هذه الاتفاقية الاتحاد الأوروبي وثماني دول هي (النمسا، ألمانيا، فرنسا، إيطاليا، ليختنشتاين، موناكو، سلوفينيا وسويسرا). وقّعت الاتفاقية عام 1991 ولأن إطار المعاهدة يتضمن تنفيذ عدة بروتوكولات وتصريحات رسمية مختلفة لذا أصبحت المعاهدة سارية المفعول في عام 1995. وبذلك أسهمت المعاهدة في تقوية الاعتراف بخاصية وطبيعة جبال الألب متجاوزة الحدود الوطنية وساعية إلى عمل دولي.